# Góry Tigireckie
Góry Tigireckie (ros.: Тигирецкий хребет, Tigirieckij chriebiet) – pasmo górskie w azjatyckiej części Rosji, w północno-zachodniej części Ałtaju, na granicy z Kazachstanem. Najwyższy szczyt osiąga 2299 m n.p.m. Pasmo zbudowane głównie z granitów i skał wulkanicznych. Zbocza pokryte do wysokości 600–800 m n.p.m. roślinnością stepową. Do wysokości 1800 m n.p.m. występują lasy modrzewiowe, sosnowe i jodłowe. W wyższych partiach dominują łąki alpejskie i tundra górska.
Dużą część pasma zajmuje Rezerwat przyrody „Tigiriekskij”.